# Premier League Playmaker of the Season
Premier League Playmaker of the Season, af sponsormæssige oversager kaldet Castrol Playmaker of the Season siden 2021, er en årlig pris som uddeles til spilleren med flest assists i Premier League, den bedste fodboldrække i England, i den forrige sæson. Prisen blev først uddelt i 2017-18 sæsonen.
Fem forskellige spillere har vundet prisen. Rekordvinderen er Kevin de Bruyne, som har vundet prisen tre gange. Den nuværende vinder er Ollie Watkins, som vandt prisen i 2023-24 sæsonen.

## Vindere
| Sæson   | Vinder              | Nationalitet | Klub              | Assists |
| ------- | ------------------- | ------------ | ----------------- | ------- |
| 2017-18 | Kevin De Bruyne     | Belgien      | Manchester City   | 16      |
| 2018-19 | Eden Hazard         | Belgien      | Chelsea           | 15      |
| 2019-20 | Kevin De Bruyne (2) | Belgien      | Manchester City   | 20      |
| 2020-21 | Harry Kane          | England      | Tottenham Hotspur | 13      |
| 2021-22 | Mohamed Salah       | Egypten      | Liverpool         | 13      |
| 2022-23 | Kevin De Bruyne (3) | Belgien      | Manchester City   | 16      |
| 2023-24 | Ollie Watkins       | England      | Aston Villa       | 13      |
| Kilde:  |                     |              |                   |         |